# Carlo Dell'Acqua (industriale)
Carlo Dell'Acqua (Legnano, 30 marzo 1848 – Legnano, 1º agosto 1918) è stato un politico e imprenditore italiano dell'industria tessile.

## Biografia
A 14 anni trovò lavoro a Milano in una fabbrica di bottoni. Successivamente iniziò a lavorare per una ditta di tessuti, che gli diede l'opportunità di compiere diversi viaggi. Intorno al 1870 entrò nell'azienda tessile dei cugini, la F.lli Dell'Acqua & C. Nel 1894 aprì a Legnano uno proprio stabilimento tessile, la Carlo Dell'Acqua e C.. Nel 1905/1907 contribuì all'apertura del Cotonificio di Spoleto.
Consigliere comunale di Legnano e provinciale di Milano, fu anche membro del Consiglio della Camera di Commercio di Milano. Dal 1900 al 1918 fu deputato per il collegio di Busto Arsizio – Legnano. Durante i suoi mandati parlamentari, depositò cinque progetti di legge. La sua azione era rivolta principalmente a tutelare gli interessi industriali locali, per i quali era essenziale un efficace sistema di trasporti. Si batté così per la ristrutturazione ferroviaria di Busto Arsizio e la costruzione di una nuova stazione, il prolungamento della ferrovia della Valle Olona sino al confine svizzero, l'istituzione di una linea tra Busto e Abbiategrasso.  
L'Istituto Tecnico Commerciale e per Geometri di Legnano, fondato nel 1917, prende il suo nome.